# TAP Portugal

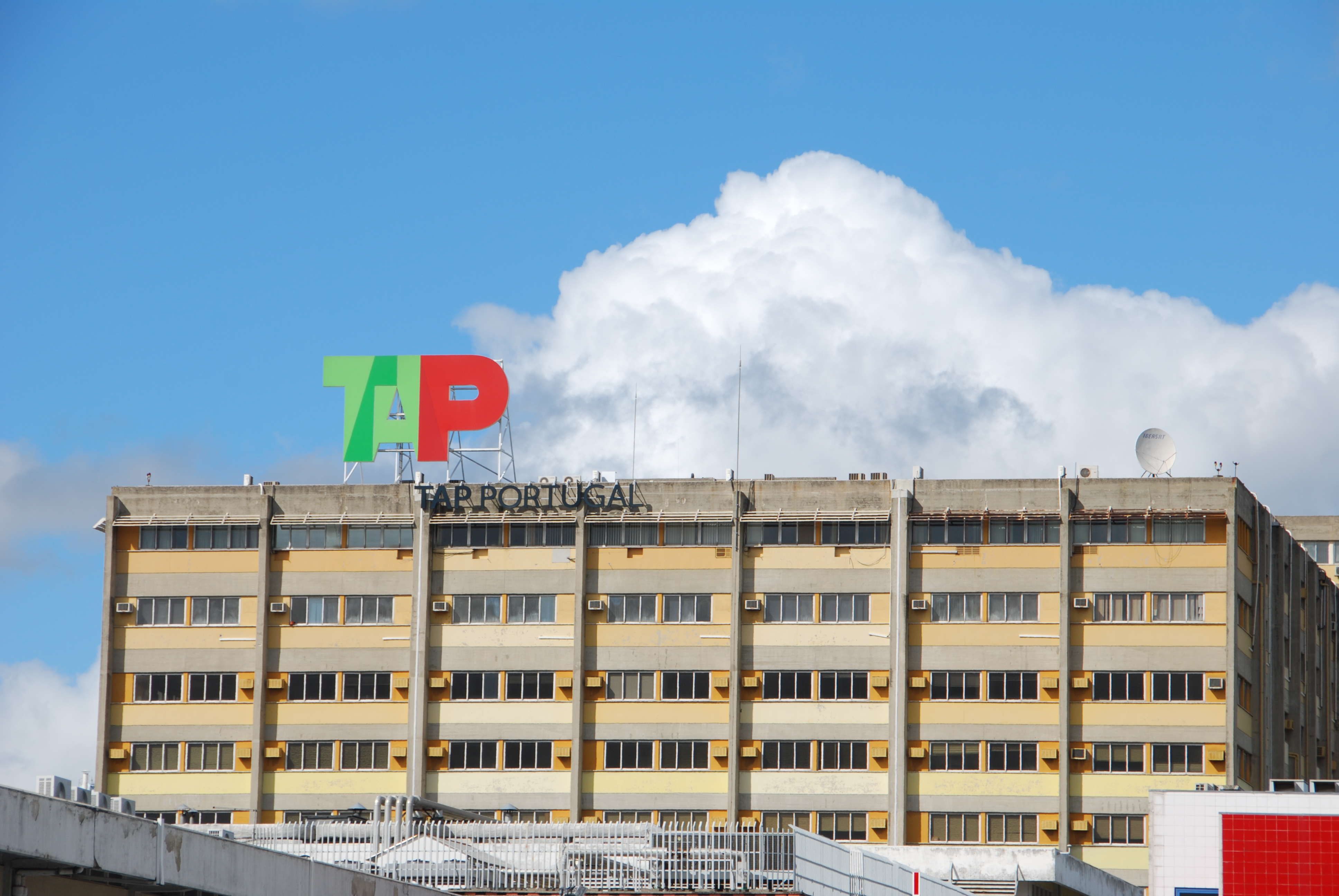
A TAP központi irodája, Lisszabon

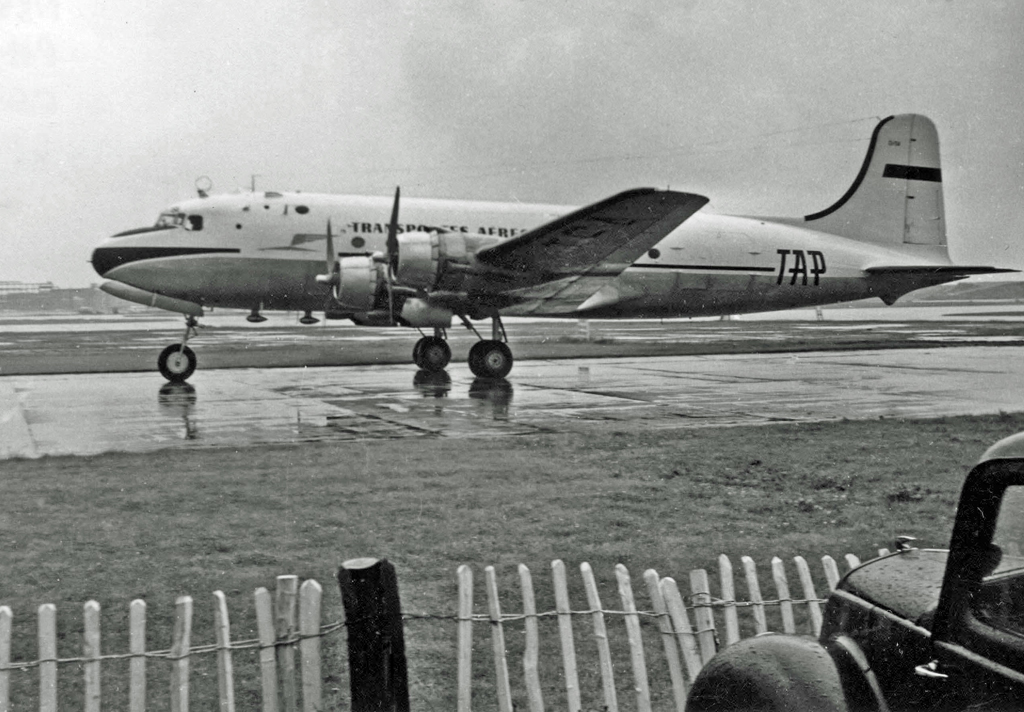
Egy TAP felségjelű Douglas DC-4-es amint Lisszabonból a London-Heathrow-i repülőtérre érkezik (1954)

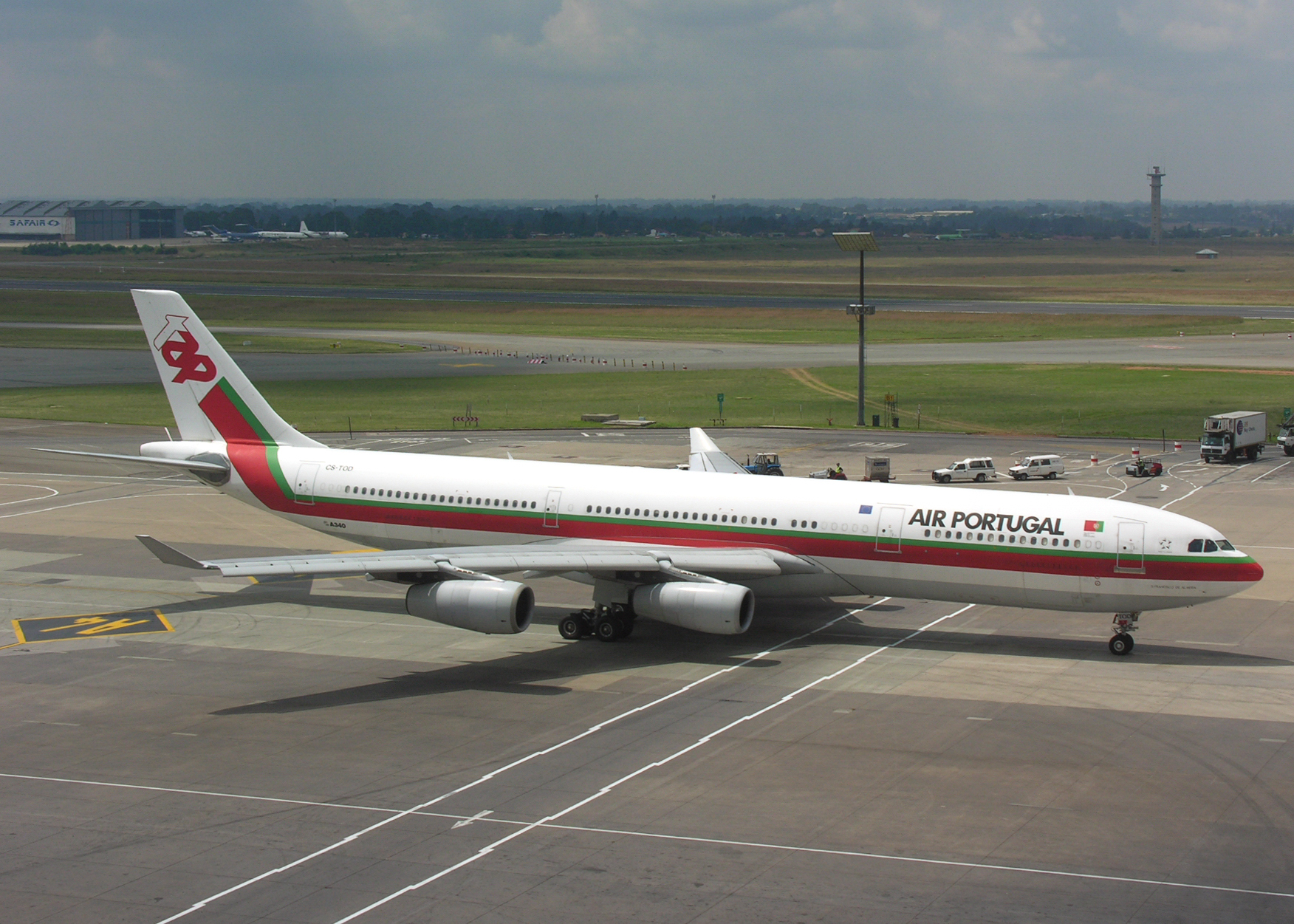
Airbus A340–300-as 1979–2005 közötti festéssel

A Transportes Aéreos Portugueses, SGPS, S.A. (magyarul: Portugál Légifuvarozás), ismertebb nevén TAP Portugal vagy TAP, Portugália nemzeti légitársasága. A légitársaság teljes egészében a portugál állam tulajdona, székhelye a Santa Maria dos Olivais-ban, a Lisszaboni repülőtér területén van. 2005. március 14-én vált a Star Alliance légiszövetség tagjává, ugyanazon a napon, amelyen fennállásának 60. évfordulóját ünnepelte. Lisszaboni központja Európa kapujának számít az Afrikából, Dél-Amerikából és Észak-Amerikából érkező utasok számára. A légitársaság privatizációjára 2012 folyamán kerül sor, mely Portugália és az Európai Unió, illetve a Nemzetközi Valutaalap közötti egyezség egyik feltétele, és célja az államháztartási hiány csökkentése.
A TAP 36 országba, 80 úti céllal indít járatokat. Az 55 Airbusból és 16 kisebb, regionális közlekedésre használt gépéből álló flottája hetente közel 2000 repülést hajt végre.
A légitársaságot Transportes Aéreos Portugueses (Portugál Légifuvarozás) néven alapították, majd 1979-ben TAP Air Portugalra keresztelték át, amit később jelenlegi nevére, TAP Portugalra változtattak.
A Global Traveler utazási havilap, olvasóinak szavazata alapján, a TAP-ot „2011 Legjobb Európai Légitársasága” címmel jutalmazta.

## Története
A légitársaságot 1945. március 14-én alapították, kereskedelmi tevékenységét azonban csak 1946. szeptember 16-tól kezdte meg, amikor felszállt az első, Douglas DC-3 típusú gép, mely Lisszabonból Madridba szállította első utasait. Még azon év december 31-én a TAP beindította a Linha Aérea Imperial-t, a gyarmatokat megcélzó tizenkét célállomásból álló szolgáltatását, mellyel többek között Luandába (Angola) és Lourenço Marques-be (ma Maputo, Mozambik) lehetett eljutni.
1947-ben beindultak a belföldi járatok Lisszabonból Portóba, illetve a gyarmatokról induló járatok is (São Toméból Londonba). A vállalat 1947-ben négy Douglas DC-4 Skymastert vásárolt, melyeket 1960-ig használtak afrikai és európai járatokon. 1949-ben Tangerbe és Casablancába is indultak járatok. 1953-ban a vállalat zártkörűen működő részvénytársasággá alakult.
A TAP egymilliomodik utasa 1964. június 19-én repült, a légitársaság működésének 18. évében. 1969-ben beindult a New York-i járat Santa Maria szigetén (Azori-szigetek) keresztül, majd rá egy évre már Bostonba is felkerült az úti célok közé. 1975-ben a légitársaságot államosították, az állami vállalat (Empresa Pública) pedig 1979 márciusában felvette a TAP Air Portugal nevet.
Az 1970-es években a TAP Boeing 707-eseit Boeing 747-esekre cserélte, melyet végül a kereslet csökkenése miatt eladtak. A 747-eseket Lockheed TriStarokra és Airbus A310-esekre cserélték a nagy távolságú járatokon. 1985-ben a vállalat megalapította charter-járatokat működtető leányvállalatát, az Air Atlantist. Az 1990-es évek végén a légitársaság kibővítette flottáját, lecserélve Boeing 727-eseit és Boeing 737-eseit Airbus A319-esekre, A320-asokra és A321-esekre. A TriStarokat eladták az Air Luxornak, és Airbus A340-esekre cserélték, így a TAP flottája csak Airbus-okból áll.
1989-ben beindították a newarki, majd 1991-ben a berlini járatot. Ugyancsak 1989-ben a TAP nyilvánosan működő részvénytársasággá (Sociedade Anónima) alakult. 1993-ban beindult a Tel Aviv-i járat. 1994-ben helymegosztási egyezményt írtak alá a Delta Air Lines-al az Észak-Atlanti szolgáltatásaikra. Az egyezmény 2005-ben zárult le.
1996-ban bevezették a Terceira szigetén át vezető bostoni, illetve a makaói járatot. Ugyanebben az évben indult be a társaság honlapja is. 1997-ben Punta Cana és Bangkok is felkerült az úti célok közé. A bangkoki és makaói járatok 1998-ban megszűntek.
2005-ben a TAP lett a Star Alliance légiszövetség 16. tagja. A mintegy 9750 alkalmazottat foglalkoztató légitársaság 2005 februárjában felvette a TAP Portugal nevet. A Delta Air Lines-al felbontott helymegosztási egyezményt az United Airlines-al kötött egyezmény váltotta fel. Az egyezmény értelmében az United Airlines kódja (UA) megjelenik a TAP transzatlanti és egyes afrikai járatain is. Ugyanakkor a TAP kódját (TP) egyes United Airlines járatok is használhatják.
2006-ban a légitársaság megegyezett az Espírito Santo International Bankkal, melynek értelmében 99,81%-os tulajdonosa lett a Portugália Airlines regionális légitársaságnak. Továbbá helymegosztási egyezményt kötött az US Airways-al az összes Portugália és az Egyesült Államok közötti járatra.
2007-ben a NATO a legjobb repülőgép-javító forrásnak jelölte a TAP Portugalt az AWACS (Légi figyelmeztető és ellenőrző rendszer) szervizelő programjában nyújtott teljesítményéért, az Airbus Industries pedig 1996-ban, 2000-ben, 2003-ban és 2005-ben is kitüntette a generáljavítások terén elért eredményeiért. A légitársaságnak három teljesen felszerelt generáljavító-bázisa van, egyik Lisszabonban, másik kettő Brazíliában, Rio de Janeiróban és Porto Alegreben. Emellett három kontinensen több kisebb javítóállomással is rendelkezik: 4 Portugáliában, 8 Brazíliában és 1 Angolában. 2009 júniusában menetrend szerinti járat indult Moszkvába, Varsóba és Helsinkibe.
2010-ben a TAP új afrikai járatokat indított, többek között Marrákesbe és Algírba. Ezen járatok beindítása a légitársaság afrikai stratégiájának része, ugyanis ez a hálózatának egyetlen olyan része, mely folyamatosan nőtt 2001 óta: 236000-ről 541000-re nőtt az utasok száma, ami 129%-os növekedést jelent. 2009-ben pedig 6,4%-os növekedést jegyezhettek.
2011-ben újabb nagy távolságú járatok indítását jelentették be (Miami, Porto Alegre).
2010-ben a brit Condé Nast Traveller magazin „A világ legjobb légitársasága” díjjal jutalmazta a TAP-ot, miután 2009-ben és 2010-ben a World Travel Awards a „A világ legjobb légitársasága Dél-Amerikába 2010” címmel illette. Ugyanakkor „Európa vezető légitársasága” és „Európa vezető üzleti osztálya” címre is jelölték 2007-ben, 2009-ben és 2010-ben. 2011-ben a World Travel Awards újra a TAP Portugalnak ítélte a „Legjobb Dél-Amerikába tartó légitársaság” díjat, illetve megkapta a „Legjobb Afrikába tartó légitársaság” díjat is. A társaság kiváló szolgáltatásaiért és teljesítményéért több légi-közlekedési szaklap (köztük a Skytrax és a Publituris) is díjra jelölte, illetve díjazta a TAP Portugalt.
A JACDEC légibaleset-kutató iroda 2011. januári jelentése alapján a TAP Portugal Nyugat-Európa legbiztonságosabb légitársasága, és világviszonylatban is negyedik helyezést ért el három másik társasággal (Qantas, Air New Zealand és Finnair) holtversenyben. A JADEC jelentés alapján a TAP messze felülmúlta versenytársait a vállalat elsődleges tevékenységi térségeiben (Európa, Atlanti-övezet, Afrika, Észak- és Dél-Amerika).

## Vállalati ügyek
2011. február 28-án a légitársaság megkezdte a TAP-Tárt karokkal (TAP de Braços Abertos) című kampányát, mely egyben új jelmondatává is vált. A kampány részeként, hasonló címmel három neves énekes (a brazil Roberta de Sá, a portugál Mariza és az angolai Paulo Flores) egy videóklipet készített, melyben a TAP munkatársai is szerepelnek, és a luzofón országok lakóinak közelségét kívánták bemutatni.

### Leányvállalatok
A TAP leányvállalatai:

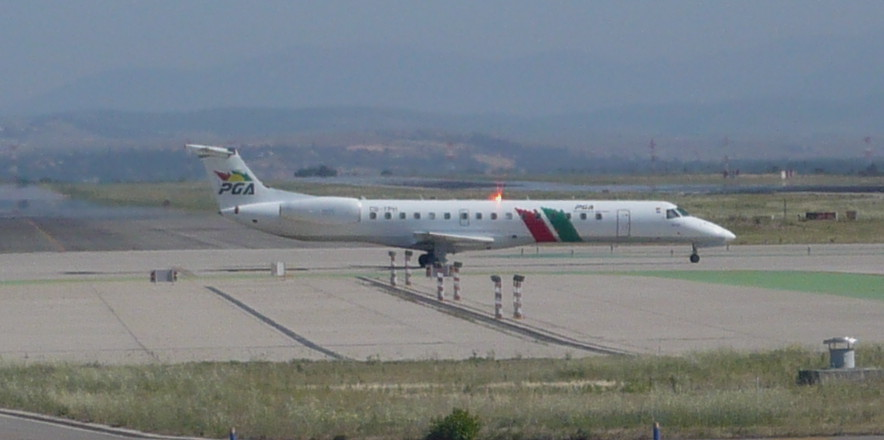
A Portugália Airlines Embraer 145-öse

| - Portugália Airlines (100%) - PGA Express - Air Macau (20%) - Macau Asia Express (10,2%) - Groundforce (Földi kiszolgálók) (49,9%) - TAP Maintenance and Engineering (karbantartó szolgálat) (100%) - VEM Maintenance and Engineering (karbantartó szolgálat) (90%) | - Academia Aeronáutica de Évora (Évorai Légügyi Akadémia) (10%) - TAP Tours (100%) - TAP Serviços (100%) - CateringPOR (utasellátás) (51%) - Lojas Francas de Portugal (kiskereskedelmi hálózat) (51%) - Megasis (informatikai vállalat) (100%) - UCS (egészségügyi szolgáltatás) (100%) |

## Úti célok

A TAP Portugal úti céljai.
Portugália
TAP Portugal úti célok

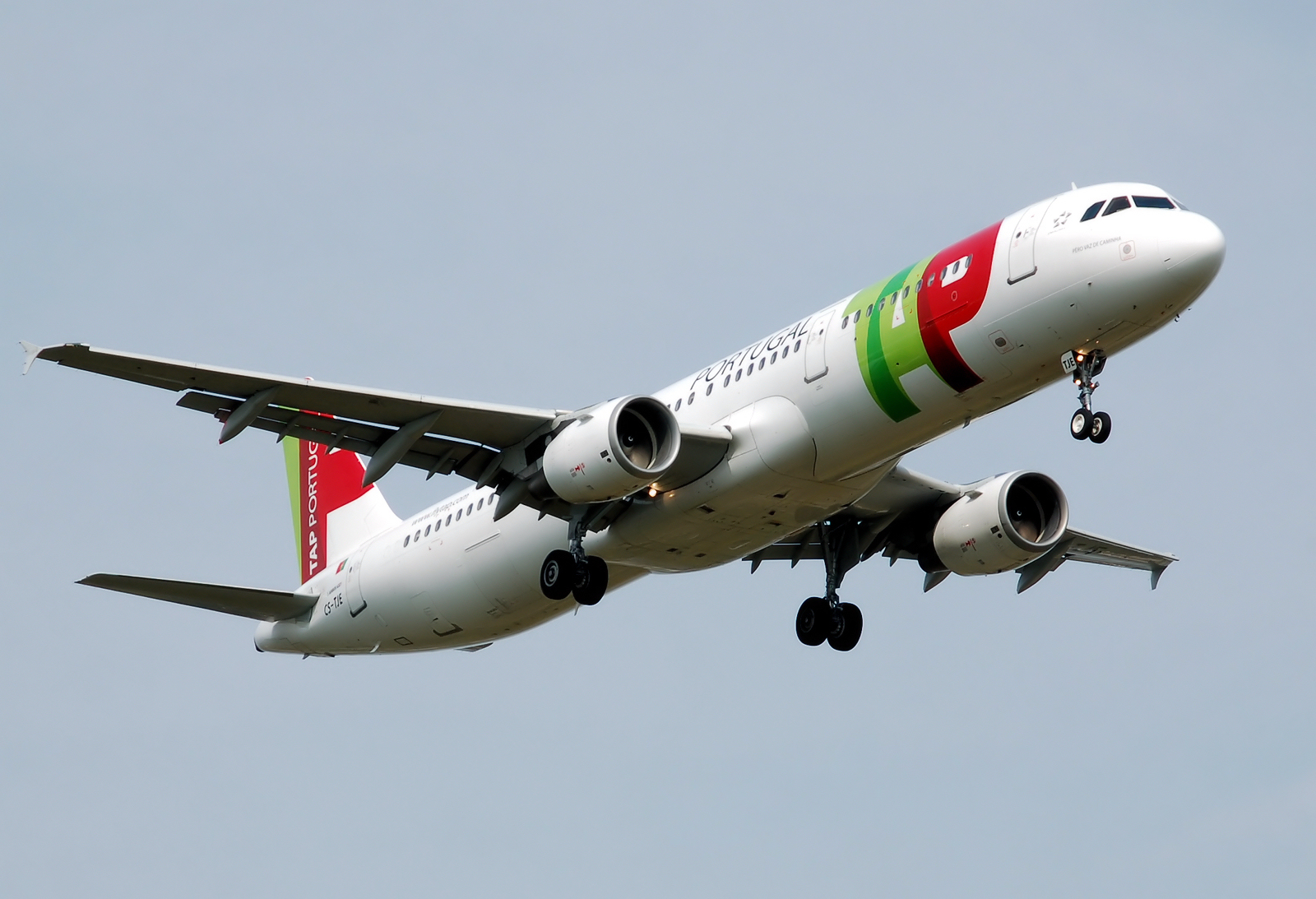
Airbus A321–200 (2010)

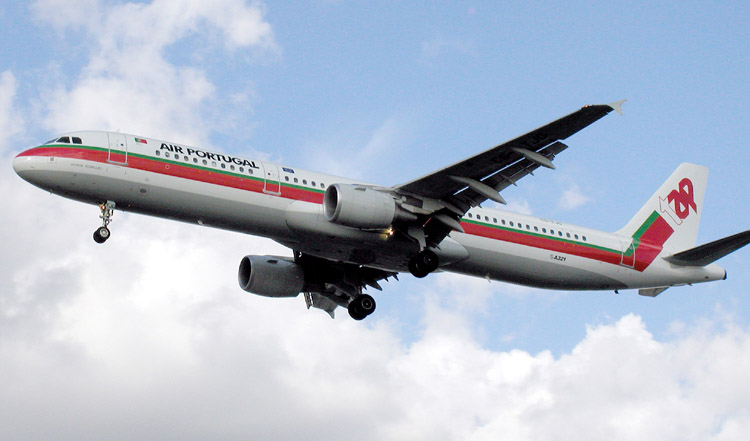
Airbus A321–200 régi festéssel (1979–2005)

A TAP Portugal 36 európai, afrikai, észak- és dél-amerikai országba, mintegy 80 célállomásra indít járatokat. Egyes belföldi, európai és afrikai járatokat a Portugália Airlines vagy a PGA Express üzemeltet.
2011-ben több célállomással is kiegészült a TAP hálózata, közvetlen járatok indulnak a lisszaboni reptérről Accrába, Athénba, Bamakóba, Bécsbe, Dubrovnikba, Düsseldorfba, Manchesterbe, Miamiba, Porto Alegrébe és São Vicente szigetére.
A légitársaság interkontinentális hálózatának bővítése nehezen halad a lisszaboni repülőtéren tapasztalható helyhiánynak, a nagy távolságra alkalmas gépek hiányának és az újabb keletű re-kapitalizációk hiányának köszönhetően. A kérdésre a megoldást a vállalat privatizációja jelentheti, mely új nagy távolságú járatok beindítását és új gépek vásárlását is lehetővé teheti.

### Egykori és jelenlegi úti célok
A TAP Portugal úti céljai (2011 decemberében):
| † | Bázisrepülőtér    |
| ‡ | Központ           |
| * | Tervezett úti cél |
| # | Megszűnt úti cél  |

| Város                       | Ország          | IATA        | ICAO | Repülőtér                                         | Forrás               |
| --------------------------- | --------------- | ----------- | ---- | ------------------------------------------------- | -------------------- |
| A Coruña                    | ESP             | LCG         | LECO | A Coruña-i repülőtér                              | [ 18 ]               |
| Abidjan                     | CIV             | ABJ         | DIAP | Port Bouët repülőtér #                            | [ 19 ] [ 20 ]        |
| Accra                       | GHA             | ACC         | DGAA | Kotoka nemzetközi repülőtér                       | [ 18 ]               |
| Algír                       | DZA             | ALG         | DAAG | Algíri repülőtér                                  | [ 18 ]               |
| Amszterdam                  | NLD             | AMS         | EHAM | Amszterdam-Schiphol repülőtér                     | [ 18 ]               |
| Athén                       | GRC             | ATH         | LGAV | Elefthériosz Venizélosz nemzetközi repülőtér      | [ 18 ]               |
| Bamako                      | MLI             | BKO         | GABS | Bamako-Sénoui nemzetközi repülőtér                | [ 18 ]               |
| Bangkok                     | THA             | DMK         | VTBD | Don Müang nemzetközi repülőtér #                  | [ 20 ]               |
| Barcelona                   | ESP             | BCN         | LEBL | Josep Tarradellas Barcelona-El Prat repülőtér     | [ 18 ]               |
| Bázel Mulhouse Freiburg     | CHE · FRA · DEU | BSL MLH EAP | LFSB | EuroAirport Bázel-Mulhouse-Freiburg #             | [ 21 ]               |
| Bécs                        | AUT             | VIE         | LOWW | Bécs–Schwechati nemzetközi repülőtér              | [ 18 ]               |
| Beira                       | MOZ             | BEW         | FQBR | Beirai repülőtér #                                | [ 22 ] [ 23 ]        |
| Belo Horizonte              | BRA             | CNF         | SBCF | Belo Horizonte nemzetközi repülőtér               | [ 18 ]               |
| Berlin * 2012. június 5-től | DEU             | BER         | EDDB | Berlin-Brandenburg repülőtér                      | [ 24 ]               |
| Berlin                      | DEU             | TXL         | EDDT | Berlin-Tegel repülőtér #                          | [ 25 ]               |
| Bilbao                      | ESP             | BIO         | LEBB | Bilbaói repülőtér                                 | [ 18 ]               |
| Bissau                      | GNB             | OXB         | GGOV | Osvaldo Vieira nemzetközi repülőtér               | [ 18 ]               |
| Bologna                     | ITA             | BLQ         | LIPE | Bologna Guglielmo Marconi repülőtér               | [ 18 ]               |
| Bordeaux                    | FRA             | BOD         | LFBD | Bordeaux–Mérignac repülőtér                       | [ 18 ]               |
| Boston                      | USA             | BOS         | KBOS | Logan nemzetközi repülőtér #                      | [ 22 ] [ 26 ] [ 27 ] |
| Braga                       | PRT             | BGZ         | LPBR | Bragai repülőtér #                                | [forrás?]            |
| Bragança                    | PRT             | BGC         | LPBG | Bragançai repülőtér #                             | [forrás?]            |
| Brazíliaváros               | BRA             | BSB         | SBBR | Brasília International Airport                    | [ 18 ]               |
| Brazzaville                 | COG             | BZV         | FCBB | Maya-Maya repülőtér #                             | [ 21 ]               |
| Brüsszel                    | BEL             | BRU         | EBBR | Brüsszeli repülőtér                               | [ 18 ]               |
| Budapest                    | HUN             | BUD         | LHBP | Budapest Liszt Ferenc nemzetközi repülőtér        | [ 18 ]               |
| Buenos Aires                | ARG             | EZE         | SAEZ | Ministro Pistarini nemzetközi repülőtér #         | [ 22 ] [ 26 ]        |
| Campinas                    | BRA             | VCP         | SBKP | Viracopos-Campinas nemzetközi repülőtér           | [ 18 ]               |
| Caracas                     | VEN             | CCS         | SVMI | Maiqueitai Simón Bolívar nemzetközi repülőtér     | [ 18 ]               |
| Casablanca                  | MAR             | CMN         | GMMN | V. Mohammed nemzetközi repülőtér                  | [ 18 ]               |
| Chaves                      | PRT             | CHV         | LPCH | Chavesi repülőtér #                               | [forrás?]            |
| Coimbra                     | PRT             | CBP         | LPCO | Coimbrai repülőtér #                              | [forrás?]            |
| Covilhã                     | PRT             | COV         | LPCV | Covilhã-i repülőtér #                             | [forrás?]            |
| Curaçao                     | CUW             | CUR         | TNCC | Hato nemzetközi repülőtér #                       | [ 20 ]               |
| Dakar                       | SEN             | DKR         | GOOY | Léopold Sédar Senghor nemzetközi repülőtér        | [ 18 ]               |
| Dublin                      | IRL             | DUB         | EIDW | Dublini repülőtér #                               | [ 25 ]               |
| Dubrovnik                   | HRV             | DBV         | LDDU | Dubrovniki repülőtér                              | [ 18 ]               |
| Düsseldorf                  | DEU             | DUS         | EDDL | Düsseldorfi nemzetközi repülőtér                  | [ 18 ]               |
| Faro                        | PRT             | FAO         | LPFR | Farói repülőtér                                   | [ 18 ]               |
| Fortaleza                   | BRA             | FOR         | SBFZ | Fortaleza repülőtér                               | [ 18 ]               |
| Frankfurt am Main           | DEU             | FRA         | EDDF | Frankfurti repülőtér                              | [ 18 ]               |
| Funchal                     | PRT             | FNC         | LPMA | Madeirai Cristiano Ronaldo nemzetközi repülőtér ‡ | [ 18 ]               |
| Genf                        | CHE             | GVA         | LSGG | Genfi repülőtér                                   | [ 18 ]               |
| Hamburg                     | DEU             | HAM         | EDDH | Hamburgi repülőtér                                | [ 18 ]               |
| Harare                      | ZWE             | HRE         | FVHA | Robert Gabriel Mugabe nemzetközi repülőtér #      | [ 22 ]               |
| Helsinki                    | FIN             | HEL         | EFHK | Helsinki nemzetközi repülőtér                     | [ 18 ]               |
| Horta                       | PRT             | HOR         | LPHR | Hortai repülőtér                                  | [ 18 ]               |
| Johannesburg                | ZAF             | JNB         | FAJS | O. R. Tambo nemzetközi repülőtér                  | [ 18 ]               |
| Kano                        | NGA             | KAN         | DNKN | Kanoi Mallam Aminu nemzetközi repülőtér #         | [ 23 ] [ 28 ]        |
| Kinshasa                    | COD             | FIH         | FZAA | N’djili nemzetközi repülőtér #                    | [ 20 ]               |
| Koppenhága                  | DNK             | CPH         | EKCH | Koppenhágai repülőtér                             | [ 18 ]               |
| Las Palmas                  | ESP             | LPA         | GCLP | Gran Canaria repülőtér #                          | [ 22 ]               |
| Libreville                  | GAB             | LBV         | FOOL | Léon-Mba nemzetközi repülőtér #                   | [forrás?]            |
| Lisszabon                   | PRT             | LIS         | LPPT | Lisszaboni repülőtér †                            | [ 18 ]               |
| London                      | UK              | LGW         | EGKK | London–Gatwick repülőtér                          | [ 18 ]               |
| London                      | UK              | LHR         | EGLL | London-Heathrow-i repülőtér                       | [ 18 ]               |
| Los Angeles                 | USA             | LAX         | KLAX | Los Angeles-i nemzetközi repülőtér #              | [forrás?]            |
| Luanda                      | AGO             | LAD         | FNLU | Quatro de Fevereiro nemzetközi repülőtér          | [ 18 ]               |
| Luxemburg                   | LUX             | LUX         | ELLX | Luxembourgi repülőtér                             | [ 18 ]               |
| Lyon                        | FRA             | LYS         | LFLL | Lyon–Saint-Exupéry repülőtér                      | [ 18 ]               |
| Makaó                       | MAC             | MFM         | VMMC | Makaói nemzetközi repülőtér #                     | [ 20 ]               |
| Madrid                      | ESP             | MAD         | LEMD | Adolfo Suárez Madrid-Barajas repülőtér            | [ 18 ]               |
| Málaga                      | ESP             | AGP         | LEMG | Málagai nemzetközi repülőtér                      | [ 18 ]               |
| Manchester                  | UK              | MAN         | EGCC | Manchester repülőtér                              | [ 18 ]               |
| Maputo                      | MOZ             | MPM         | FQMA | Maputoi nemzetközi repülőtér                      | [ 18 ]               |
| Marrákes                    | MAR             | RAK         | GMMX | Marrákes Menara repülőtér                         | [ 18 ]               |
| Marseille                   | FRA             | MRS         | LFML | Marseille Provence repülőtér                      | [ 18 ]               |
| Miami                       | USA             | MIA         | KMIA | Miami nemzetközi repülőtér                        | [ 18 ]               |
| Milánó                      | ITA             | LIN         | LIML | Milánó-Linatei repülőtér                          | [ 18 ]               |
| Milánó                      | ITA             | MXP         | LIMC | Milánó-Malpensai repülőtér                        | [ 18 ]               |
| Montréal                    | CAN             | YUL         | CYUL | Pierre-Elliott-Trudeau Repülőtér #                | [ 22 ] [ 26 ]        |
| Moszkva                     | RUS             | DME         | UUDD | Domogyedovói nemzetközi repülőtér                 | [ 18 ]               |
| München                     | DEU             | MUC         | EDDM | Müncheni repülőtér                                | [ 18 ]               |
| Natal                       | BRA             | NAT         | SBNT | Augusto Severo nemzetközi repülőtér               | [ 18 ]               |
| New York                    | USA             | JFK         | KJFK | John Fitzgerald Kennedy nemzetközi repülőtér #    | [ 20 ] [ 26 ]        |
| Newark                      | USA             | EWR         | KEWR | Newark Liberty nemzetközi repülőtér               | [ 18 ]               |
| Newcastle                   | UK              | NCL         | EGNT | Newcastle nemzetközi repülőtér #                  | [ 27 ]               |
| Nizza                       | FRA             | NCE         | LFMN | Nizza Côte d’Azur repülőtér                       | [ 18 ]               |
| Oslo                        | NOR             | FBU         | ENFB | Fornebu repülőtér #                               | [ 20 ]               |
| Oslo                        | NOR             | OSL         | ENGM | Oslo–Gardermoeni repülőtér                        | [ 18 ]               |
| Oakland                     | USA             | OAK         | KOAK | Oaklandi nemzetközi repülőtér #                   | [forrás?]            |
| Pamplona                    | ESP             | PNA         | LEPP | Pamplonai repülőtér #                             | [forrás?]            |
| Párizs                      | FRA             | CDG         | LFPG | Párizs-Charles de Gaulle repülőtér #              | [ 20 ]               |
| Párizs                      | FRA             | ORY         | LFPO | Párizs–Orly repülőtér                             | [ 18 ]               |
| Pico                        | PRT             | PIX         | LPPI | Picói repülőtér                                   | [ 18 ]               |
| Ponta Delgada               | PRT             | PDL         | LPPD | Krakkó II. János Pál repülőtér                    | [ 18 ]               |
| Porto                       | PRT             | OPO         | LPPR | Francisco Sá Carneiro repülőtér ‡                 | [ 18 ]               |
| Portimão                    | PRT             | PRM         | LPPM | Portimãoi repülőtér #                             | [forrás?]            |
| Porto Alegre                | BRA             | POA         | SBPA | Salgado Filho Porto Alegre nemzetközi repülőtér   | [ 18 ]               |
| Porto Santo                 | PRT             | PXO         | LPPS | Porto Santó-i repülőtér                           | [ 18 ]               |
| Prága                       | CZE             | PRG         | LKPR | Prága-Václav Havel repülőtér                      | [ 18 ]               |
| Praia                       | CPV             | RAI         | GVNP | Praia nemzetközi repülőtér                        | [ 18 ]               |
| Punta Cana                  | DOM             | PUJ         | MDPC | Punta Cana nemzetközi repülőtér #                 | [ 19 ] [ 20 ] [ 27 ] |
| Recife                      | BRA             | REC         | SBRF | Recifei repülőtér                                 | [ 18 ]               |
| Rio de Janeiro              | BRA             | GIG         | SBGL | Rio de Janeiro-Galeão nemzetközi repülőtér        | [ 18 ]               |
| Róma                        | ITA             | FCO         | LIRF | Róma-Fiumicino nemzetközi repülőtér               | [ 18 ]               |
| Sal                         | CPV             | SID         | GVAC | Amilcar Cabral nemzetközi repülőtér               | [ 18 ]               |
| Salvador da Bahia           | BRA             | SSA         | SBSV | Salvador nemzetközi repülőtér                     | [ 18 ]               |
| San Francisco               | USA             | SFO         | KSFO | San Franciscó-i nemzetközi repülőtér #            | [forrás?]            |
| Santa Maria sziget          | PRT             | SMA         | LPAZ | Santa Maria repülőtér #                           | [ 26 ]               |
| Santiago de Compostela      | ESP             | SCQ         | LEST | Santiago de Compostela-i repülőtér #              | [ 21 ]               |
| Santo Domingo               | DOM             | SDQ         | MDSD | Las Américas nemzetközi repülőtér #               | [forrás?]            |
| Sevilla                     | ESP             | SVQ         | LEZL | San Pablo repülőtér                               | [ 18 ]               |
| Stockholm                   | SWE             | ARN         | ESSA | Stockholm-Arlanda repülőtér                       | [ 18 ]               |
| Stuttgart                   | DEU             | STR         | EDDS | Stuttgarti repülőtér #                            | [ 25 ]               |
| São Paulo                   | BRA             | GRU         | SBGR | São Paulo-Guarulhos nemzetközi repülőtér          | [ 18 ]               |
| São Tomé                    | STP             | TMS         | FPST | São Tomé-i nemzetközi repülőtér                   | [ 18 ]               |
| São Vicente                 | CPV             | VXE         | GVSV | São Pedro repülőtér                               | [ 18 ]               |
| Tanger                      | MAR             | TNG         | GMTT | Tanger Ibn Battúta nemzetközi repülőtér #         | [ 28 ]               |
| Tel Aviv                    | ISR             | TLV         | LLBG | Ben-Gurion nemzetközi repülőtér #                 | [forrás?]            |
| Terceira                    | PRT             | TER         | LPLA | Lajes légibázis                                   | [ 18 ]               |
| Torino * 2012. június 3-tól | ITA             | TRN         | LIMF | Torinói nemzetközi repülőtér                      | [ 29 ]               |
| Toronto                     | CAN             | YYZ         | CYYZ | Toronto Pearson nemzetközi repülőtér #            | [ 21 ]               |
| Toulouse                    | FRA             | TLS         | LFBO | Toulouse-Blagnaci repülőtér                       | [ 18 ]               |
| Valencia                    | ESP             | VLC         | LEVC | Valenciai repülőtér                               | [ 18 ]               |
| Varadero                    | CUB             | VRA         | MUVR | Juan Gualberto Gómez repülőtér #                  | [ 19 ]               |
| Varsó                       | POL             | WAW         | EPWA | Varsó-Chopin repülőtér                            | [ 18 ]               |
| Velence                     | ITA             | VCE         | LIPZ | Velence Marco Polo repülőtér                      | [ 18 ]               |
| Vigo                        | ESP             | VGO         | LEVX | Vigo–Peinador repülőtér #                         | [ 21 ]               |
| Vila Real                   | PRT             | VRL         | LPVR | Vila Real-i repülőtér #                           | [forrás?]            |
| Viseu                       | PRT             | VSE         | LPVZ | Viseui repülőtér #                                | [forrás?]            |
| Zágráb                      | HRV             | ZAG         | LDZA | Zágráb-Franjo Tuđman repülőtér                    | [ 18 ]               |
| Zürich                      | CHE             | ZRH         | LSZH | Zürichi repülőtér                                 | [ 18 ]               |

## Partnerek

### Kereskedelmi partnerek
Helymegosztási egyezmények
A TAP több légitársasággal is kötött helymegosztási egyezményt (a Star Alliance partnerek *-al jelölve).
| - Aegean Airlines * - Air Baltic - Air Canada * - Air China * - Alitalia - All Nippon Airways * - Austrian Airlines * - British Midland international * - Brussels Airlines * | - Continental Airlines * - Croatia Airlines * - EgyptAir * - Etihad Airways - LAM Mozambique Airlines - LOT Polish Airlines * - Lufthansa * - SATA International - South African Airways * | - Swiss International Airlines * - TACV - TAM Airlines * - Thai Airways International * - Turkish Airlines * - Ukraine International Airlines - United Airlines * - US Airways * |

### Műszaki partnerek
2008-ban a régi utaskiszolgáló rendszert lecserélték, helyébe az Amadeus informatikai cég Altéa rendszerére tértek át. Előtte a Delta Air Lines Tapmatic rendszerét használták, melyet 1972-ben helyeztek üzembe.

## TAP Cargo
A TAP Cargo légi teherfuvarozó részlegnek öt járata van, mely kizárólag erre a célra van fenntartva. Mindemellett a TAP Cargo a TAP Portugal összes személyszállító járatát is igénybe veszi. Az öt célállomás a következő:
- London-Heathrow-i repülőtér - Üzemeltető: European Air Transport, Boeing 757-esekkel
- Frankfurti repülőtér - Üzemeltető: MNG Airlines, Airbus A300-assal
- Köln–Bonn repülőtér - Üzemeltető: MNG Airlines, Airbus A300-assal
- Brüsszeli repülőtér - Üzemeltető: Royal Jordanian, Airbus A310-essel
- Dakari repülőtér

A TAP Cargo még egy Lisszabon-Luanda útvonalú, kizárólag teherfuvarozásra fenntartott, időszakos járatot is működtet. Ezt az Avient Aviation DC-10F, és a Girjet 747–200F típusú repülőivel, illetve egyéb bérelt gépekkel működteti.

## Fedélzet

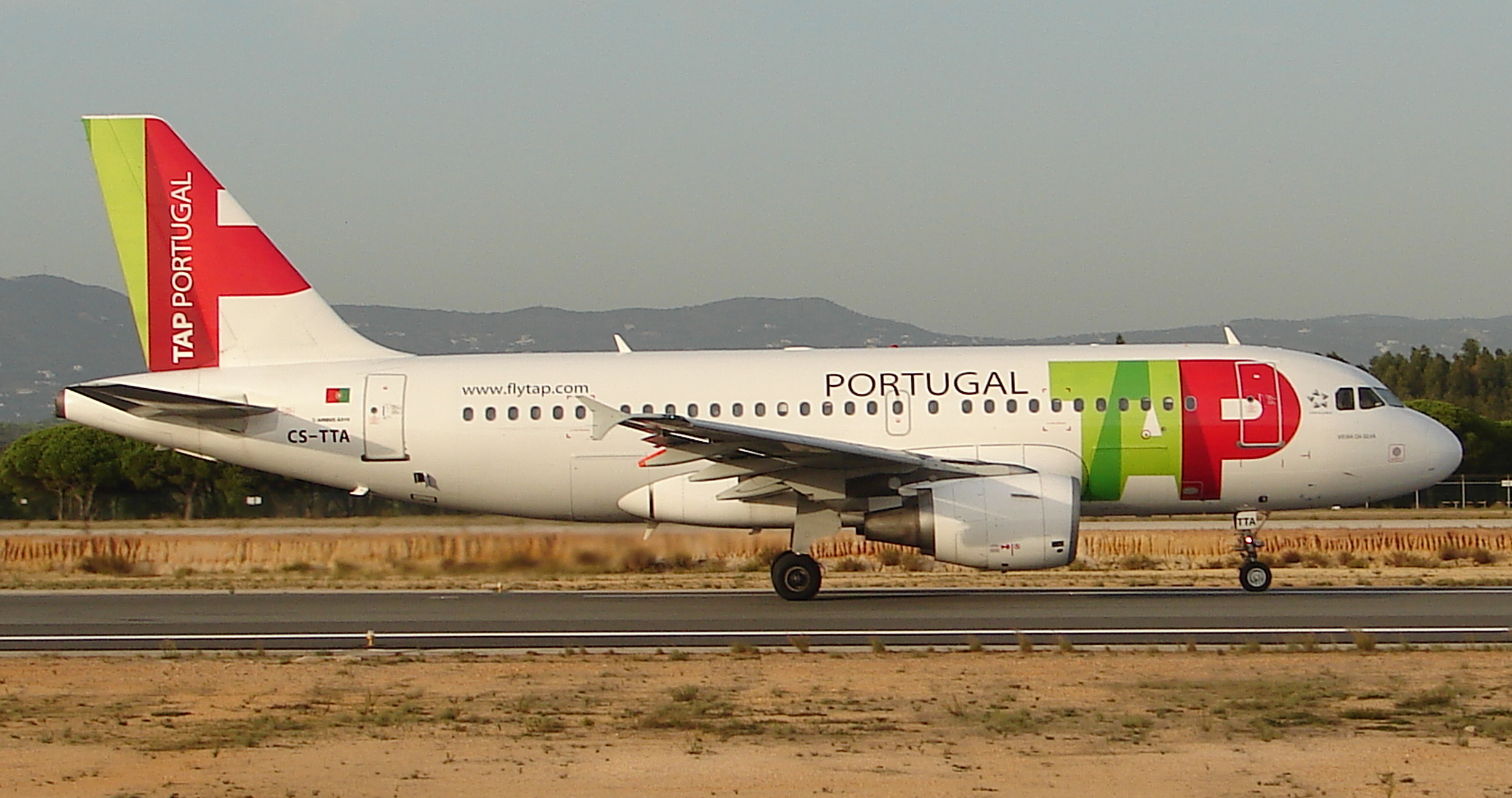
Egy Airbus A319 Faróban (Algarve).

A társaság repülőgépei két osztályra vannak osztva: üzleti osztály (tap|executive) és turistaosztály (tap|plus, tap|classic, tap|basic és tap|discount).
A közepes távolságú járatok Airbus A319-es, Airbus A320-as és Airbus A321-es gépein, mindkét osztályon bőrülések és az utasok szórakoztatását szolgáló berendezések (LCD-k) találhatóak. A tap executive osztályon viszont nagyobb az egyéni mozgástér, illetve ételt is felszolgálnak.
A nagy távolságú járatok Airbus A330-as és Airbus A340-es gépein is kétosztályos beosztás található. A modernebb Airbus A330-asok fedélzeti szórakoztató rendszere érintőképernyős, videonézésre és zenehallgatásra, valamint utasok közötti hálózati játékra is alkalmas.
A fedélzeten felszolgált ételek megalkotója Vitor Sorbal portugál mesterszakács. A portugál konyhaművészeten alapuló ételek mellett portugál borok széles választéka is az utasok rendelkezésére áll.
Az üzleti osztályon lie-flat típusú (ággyá alakítható) ülések találhatóak.
A TAP fedélzeti kiadványa az „UP”, melynek internetes változata okos telefonokkal és táblagépekkel is olvasható, illetve az Apple iPad-jára is letölthető alkalmazásként.

## Flotta

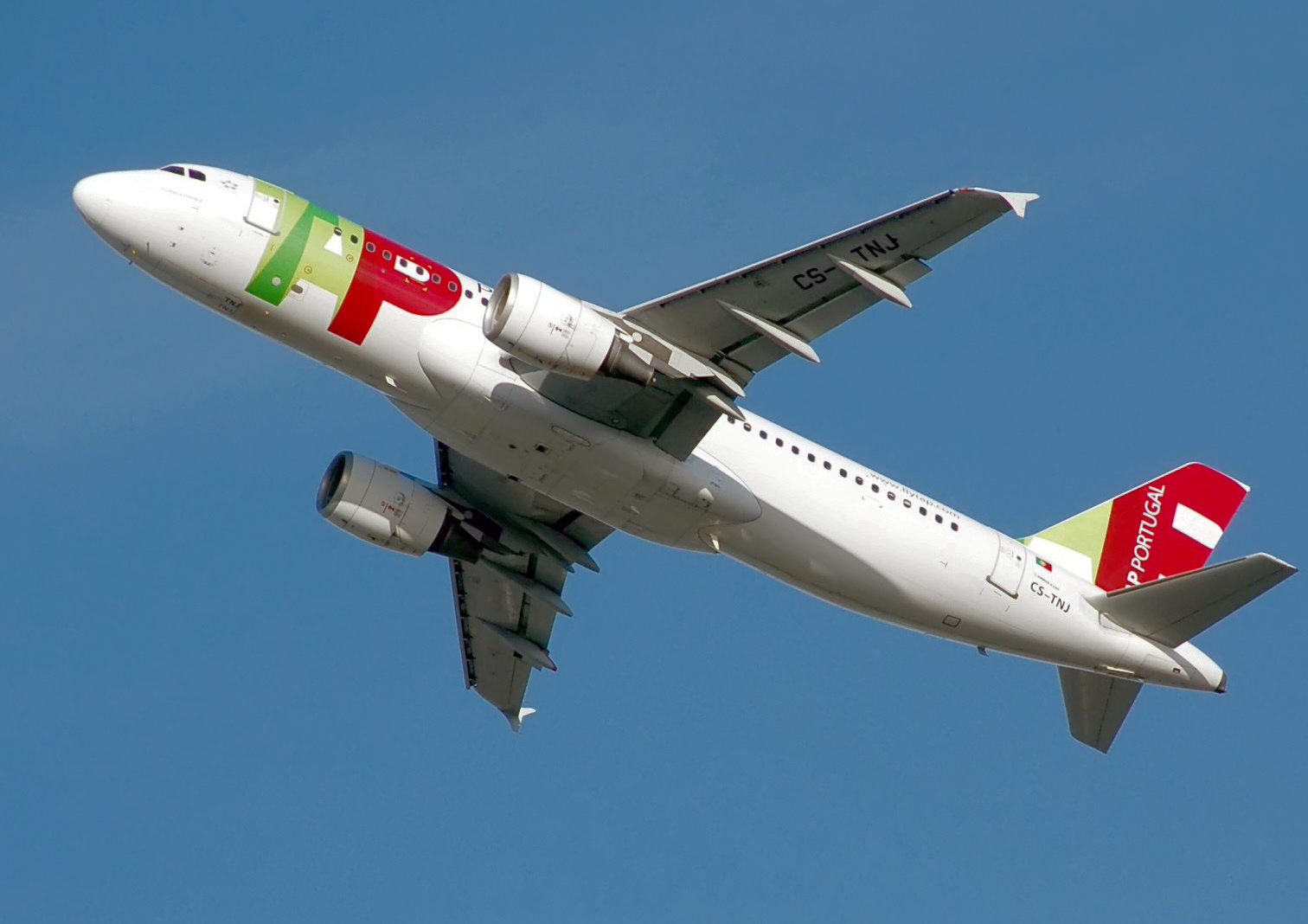
Airbus A320–200-as felszállás közben

A TAP Portugal flottája 2011. októberében:
A Portugália Airlines flottája 2011. októberében:

## Balesetek

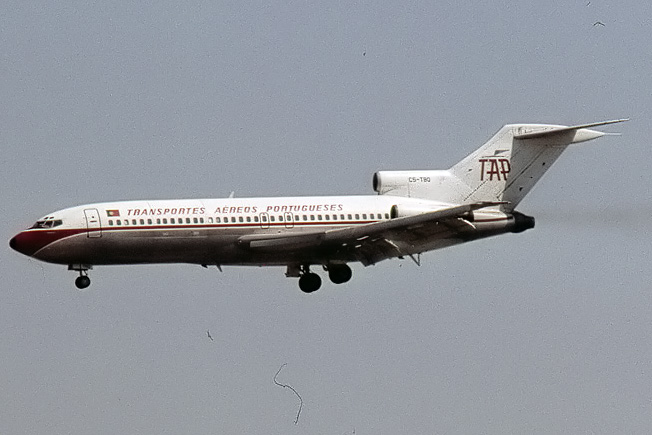
Boeing 727-es 1950–1979 közötti, a 425-ös járatéhoz hasonló festéssel

- A TAP Portugal 425-ös járatának katasztrófája (Madeirai Cristiano Ronaldo nemzetközi repülőtér 1977), az egyetlen halálos áldozatokat követelő esemény a légitársaság történetében.

A 425-ös a TAP Portugal Madeiráról Lisszabonon át Brüsszelbe tartó járata volt, melynek Boeing 727-es gépe 1977. november 19-én túlfutott a madeirai Funchal Nemzetközi Repülőtér 24-es kifutópályáján. A heves eső és a rossz látási viszonyok miatt csak harmadszori próbálkozásra sikerült a repülőgépnek leszállnia. Mivel csak túl későn sikerült a gépnek földet érnie, túlfutottak az akkor még csak 1600 méter hosszú kifutópályán. A gép a közeli parthoz csapódott, kettétört és lángra gyulladt. A fedélzeten tartózkodó 164 személy közül 131 meghalt. Az Independent Air 1851-es járatának Azori-szigeteki katasztrófája után a 425-ös járat balesete Portugália légi közlekedésének második legnagyobb repülőgép szerencsétlensége. 1989. február 8-án az Independent fedélzetén levő 144 személy az életét vesztette.
A katasztrófa után a hatóságok azonnal megvizsgálták a kifutópálya meghosszabbításának lehetőségeit. A közeli parthoz képest a kifutópálya túl magasan volt, ezért a kibővítése túl nehéznek és költségesnek bizonyult. A 200 méteres meghosszabbítás 1983 és 1986 között készült el. 14 évvel később újabb bővítési munkálatok következtek, így az jelenleg 2781 m, és Boeing 747-es vagy Airbus A340-es méretű személyszállítók fogadására is alkalmas.

## Galéria

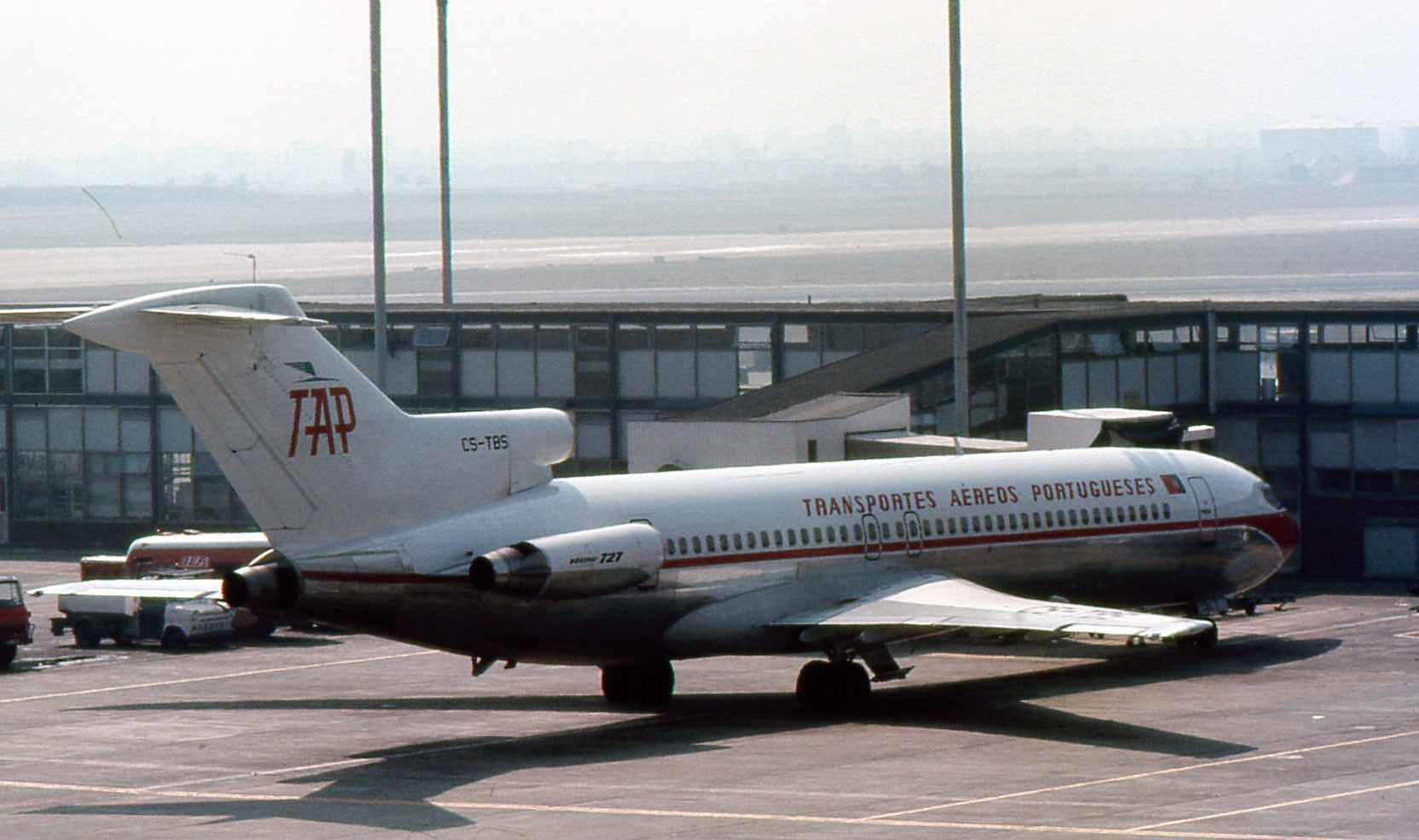
Boeing 727-es (1975)
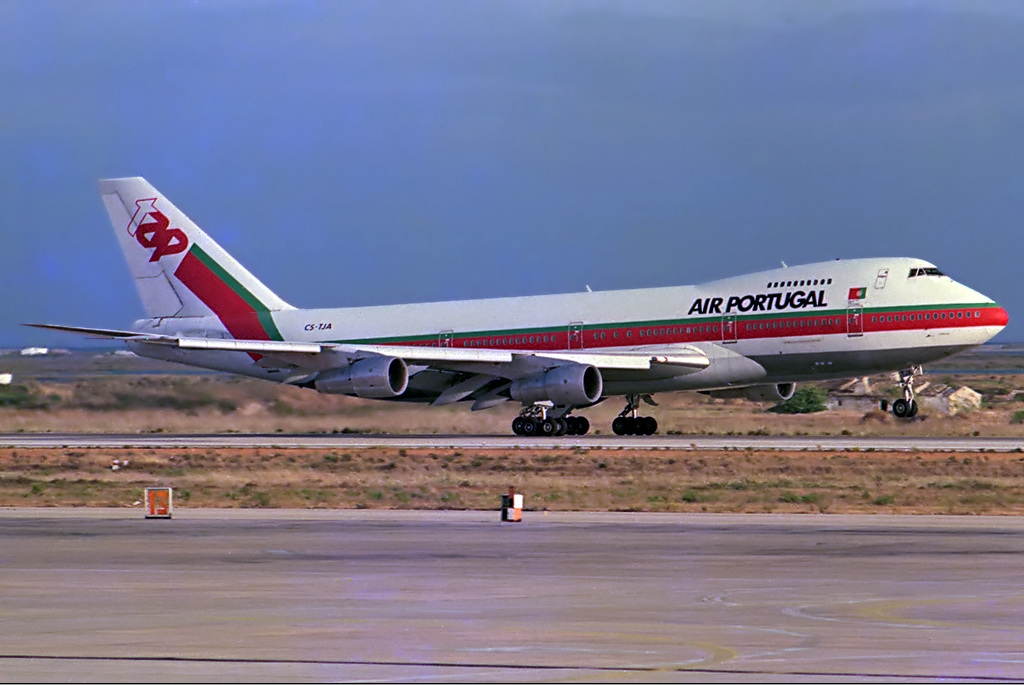
Boeing 747–200-as a Farói repülőtéren (1985)
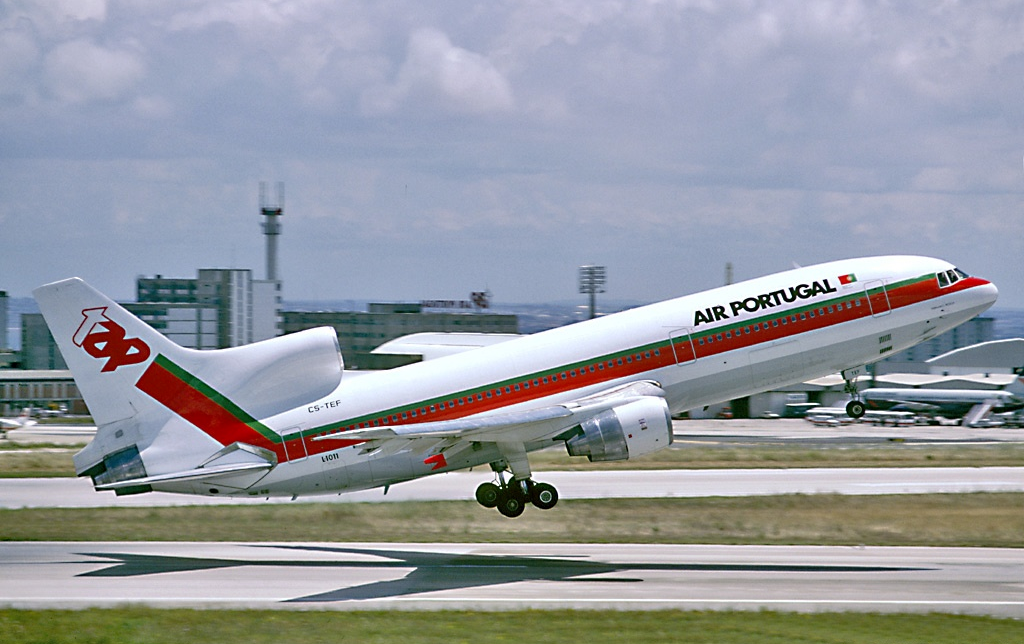
Lockheed L-1011–385-3 TriStar 500-as a lisszaboni reptéren (1988)
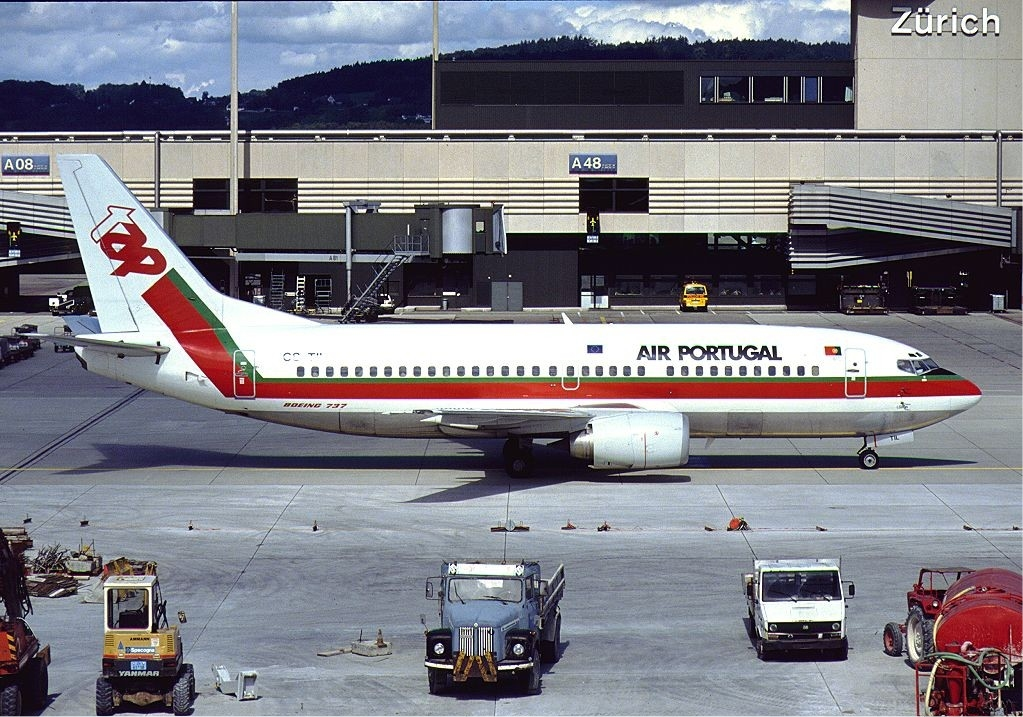
Boeing 737–300-as a Zürichi repülőtéren (1993)
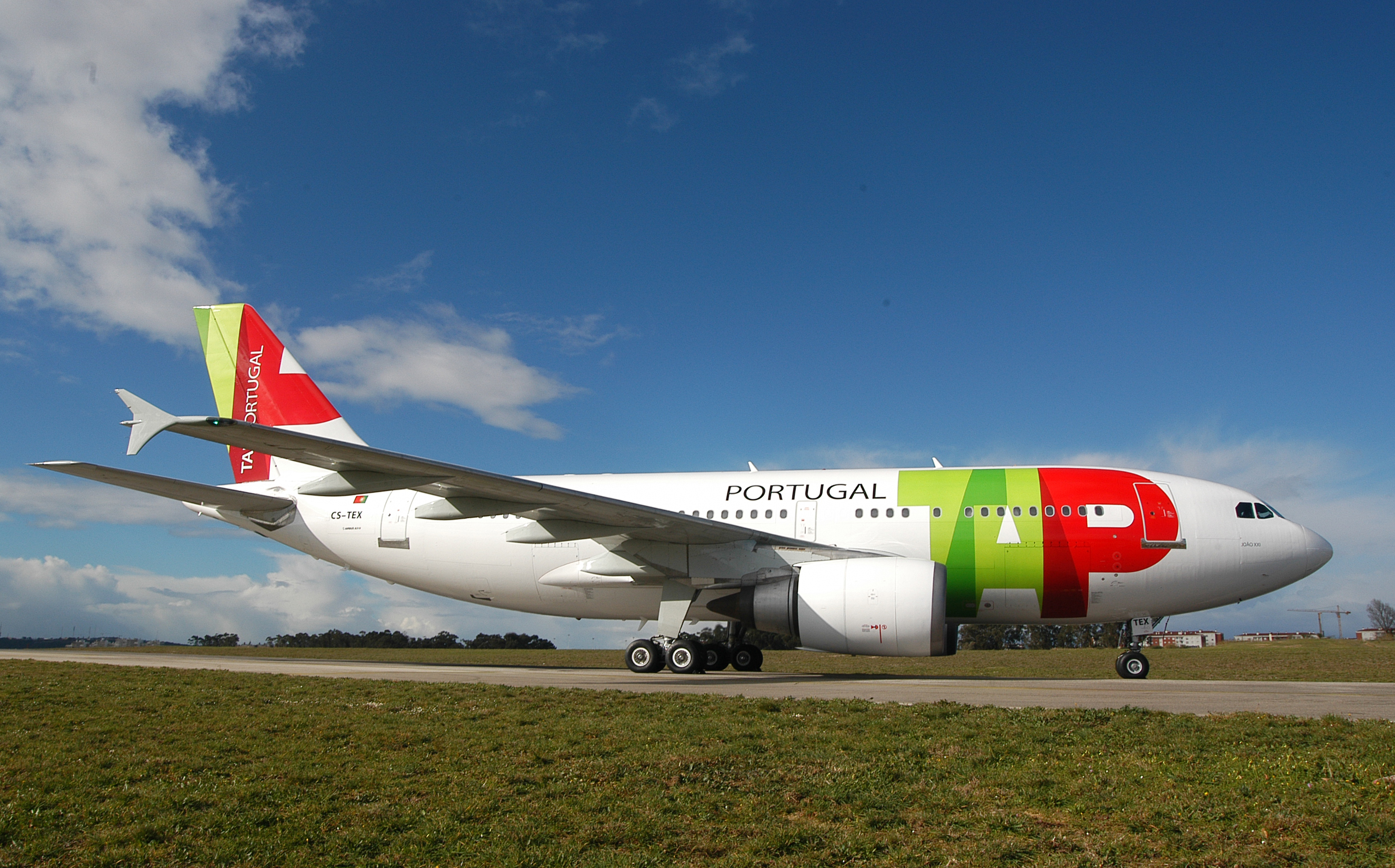
Airbus A310-es a kifutópályán (2005)
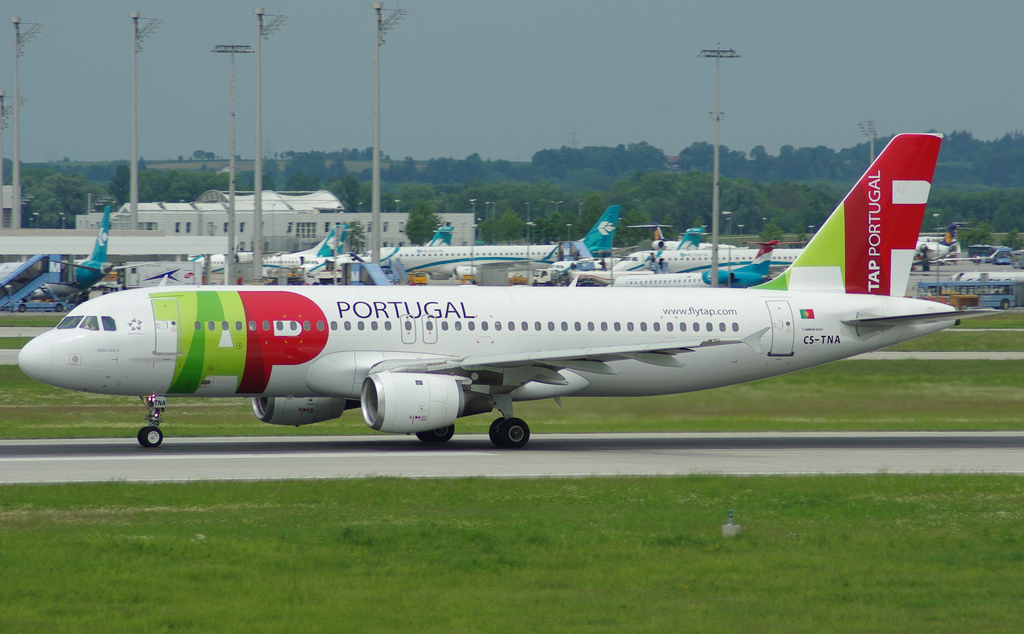
Airbus A320–200-as a Müncheni repülőtéren (2009)
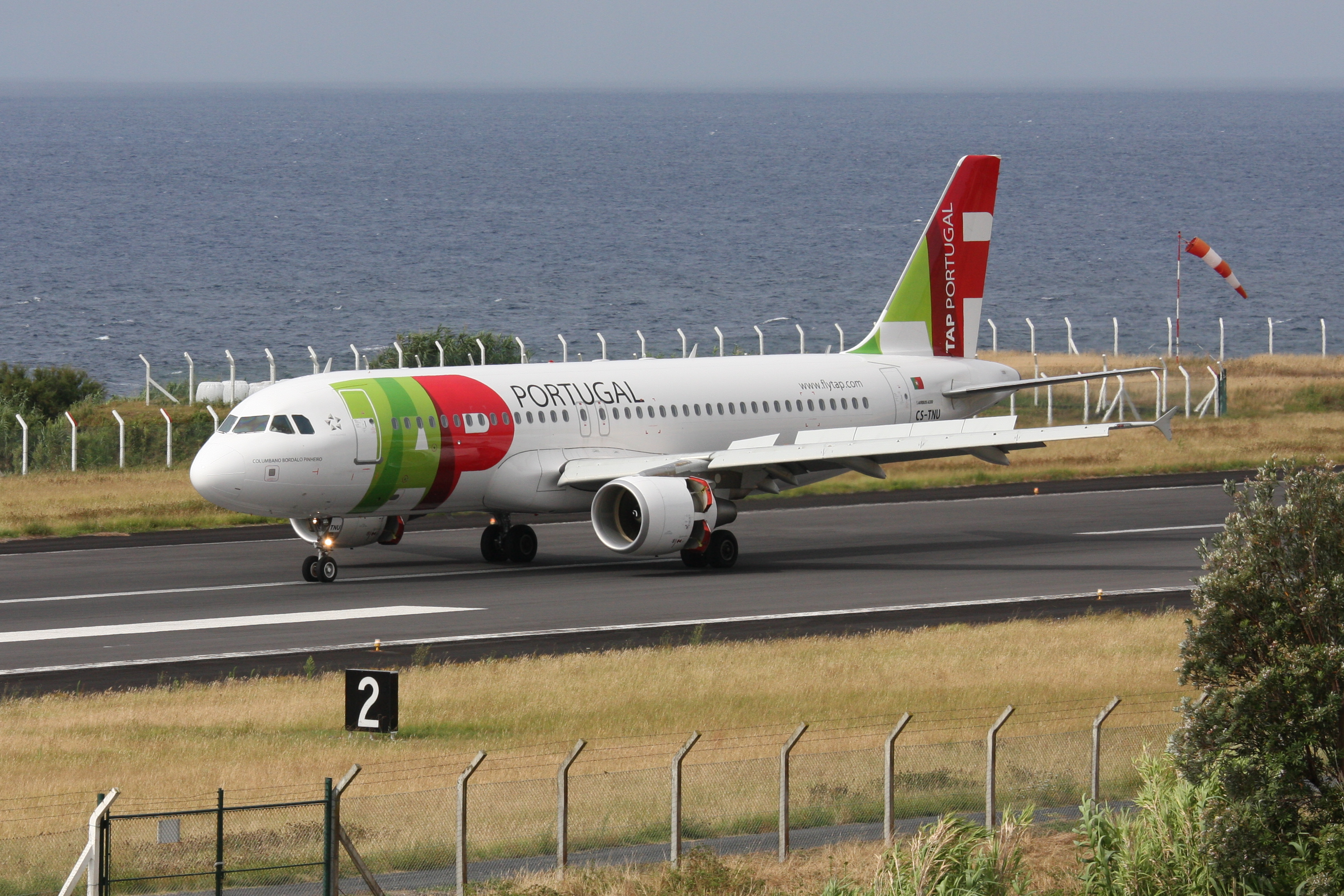
Airbus A320–200-as a Hortai repülőtéren (2010)
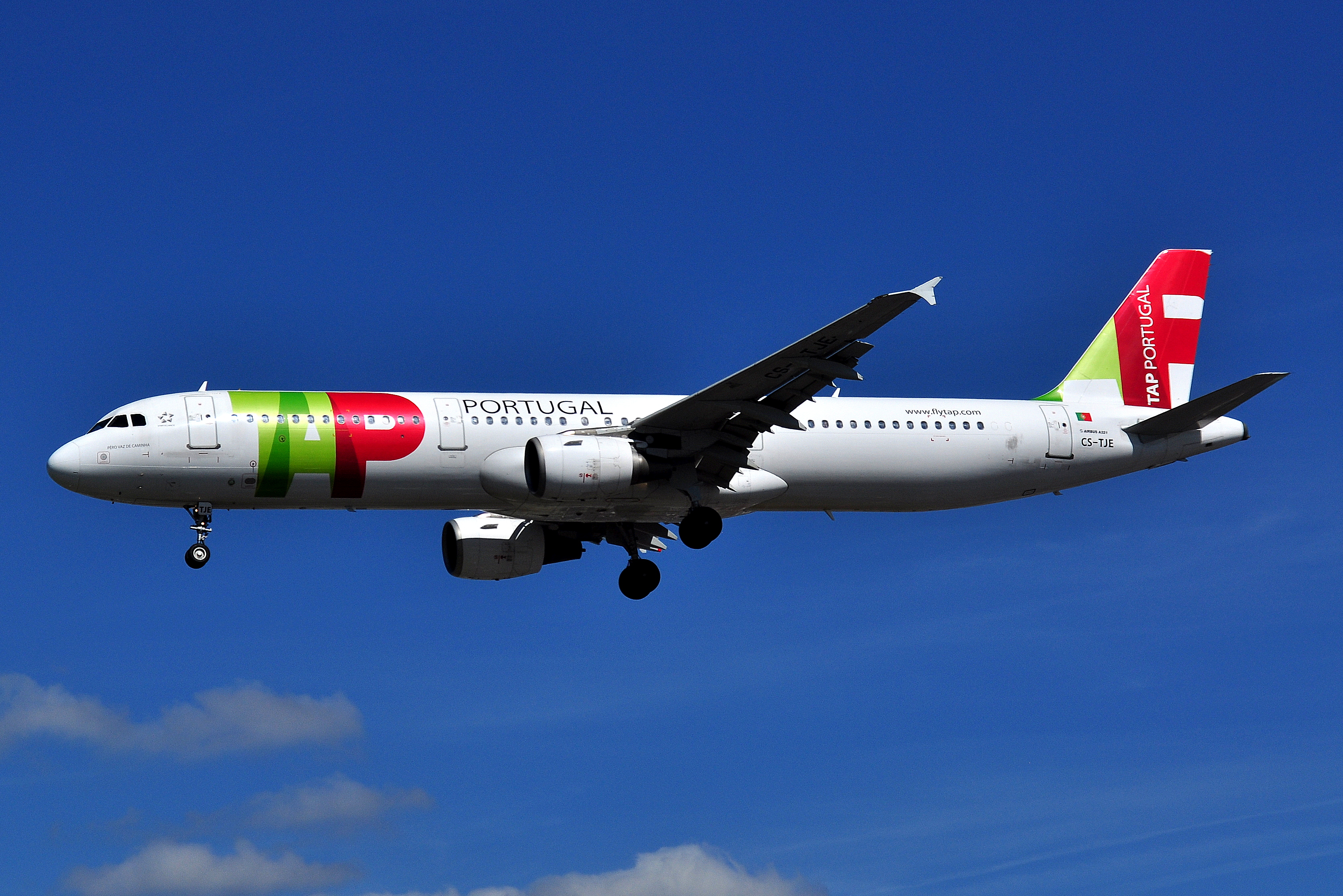
Airbus A321–211-es (2010)

## Fordítás
- Ez a szócikk részben vagy egészben  a   TAP Portugal című angol Wikipédia-szócikk ezen változatának fordításán alapul.  Az eredeti cikk szerkesztőit annak laptörténete sorolja fel. Ez a jelzés csupán a megfogalmazás eredetét és a szerzői jogokat jelzi, nem szolgál a cikkben szereplő információk forrásmegjelöléseként.
- Ez a szócikk részben vagy egészben  a   TAP Portugal destinations című angol Wikipédia-szócikk ezen változatának fordításán alapul.  Az eredeti cikk szerkesztőit annak laptörténete sorolja fel. Ez a jelzés csupán a megfogalmazás eredetét és a szerzői jogokat jelzi, nem szolgál a cikkben szereplő információk forrásmegjelöléseként.